# اسحاق بن حنین
اسحاق‌بن حُنِین (۲۹۸ هجری قمری-؟) ابو یعقوب اسحاق‌بن حنین‌بن اسحاق عبادی پزشک و مترجم آثار علمی یونانی بود.
او در خانواده‌ای نسطوری از قبیله عباد در حیره به دنیا آمد. نزد پدرش و نیز پزشکان مصر و انطاکیه دانش آموخت و در پزشکی و ترجمه سرآمد شد. خلیفه‌های عباسی به او توجه داشتند و قاسم‌بن عبیدالله وزیر المعتضد به او احترام و اعتماد داشت. در آشنایی بادانش‌های یونانی در حد پدرش و در فصاحت و زبان عربی از پدرش برتر بود. با گروهی از دانشمندان شیعه که از نزدیکان متکلم شیعی حسین‌بن نوبخت بودند آشنایی داشت و برخی گفته‌اند که مسلمان شد.

## ترجمه‌ها
اسحاق آثار علمی و فلسفی زیادی را از یونانی به عربی ترجمه کرد و به ویژه به آثار فلسفی و نوشته‌های ارسطو توجه داشت. ترجمه‌های عربی او را از ترجمه‌های لاتینی همین آثار برتر دانسته‌اند.
- قاطیغوریاس یا مقولات ارسطو
- باری ارمینیاس یا العبارة ارسطو
- آنالوطیقای اول یا تحلیل‌القیاس ارسطو
- آنالوطیقای ثانی یا البرهان ارسطو
- طوبیقا یا الجدل ارسطو
- ریطوریقا یا الخطابه ارسطو
- الکون و الفساد ارسطو
- فی‌النفس ارسطو
- السماع الطبیعی ارسطو
- کتاب الحروف یا مابعدالطبیعة ارسطو
- اخلاق نیکوماخوسی یا نیقوماخیا ارسطو
- اصول الهندسه اقلیدس
- المعطیات اقلیدس
- المناظر اقلیدس
- الاکر یا الاشکال الکریة منلائوس
- الکرة و الاسطوانة ارشمیدس
- شرح اوطوقیوس العسقلانی لمشکلات کتاب الکرة و الاسطوانة لارشمیدس
- اصلاح جوامع‌الاسکندرانیین لشرح جالینوس لکتاب الفصول لبقراط
- المجسطی بطلمیوس
- النبات منسوب به ارسطو
- حجج الرقلس فی قدم‌العالم
- مسائل فرقلیس فی‌الاشیاء الطبیعیة
- مقالة الاسکندر الافرودیسی فی ان الهیولی غیر الجنس
- کتاب فی مراتب القرائة کتب جالینوس
- شرح تمیستیوس بر علم‌الحیوان ارسطو